# Гептархія

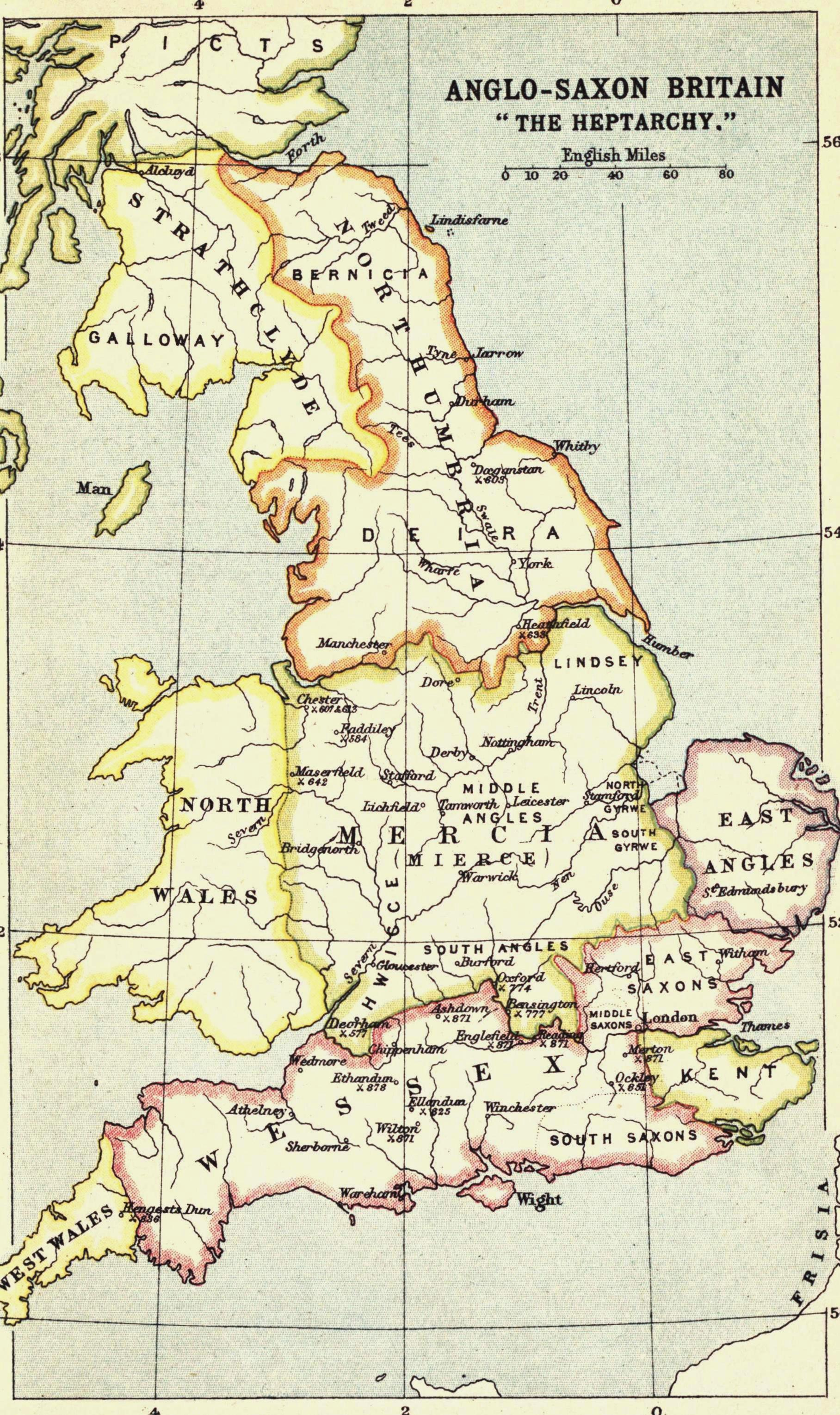
Гептархія A literary & historical atlas of Europe (1914)

Гептархія (дослівно — семицарство, від грец. ἑπτά — сім і ἀρχή — влада, царство, англ. Heptarchy) — період у давній історії Англії, що почався близько 500 року з утворення кількох англосаксонських держав на півдні Британських островів і закінчився у 850 році данським завоюванням.
Термін «гептархія» вперше вжив англійський історик XII століття Генріх Гантінгдонський і остаточно був введений англійськими істориками у XVI ст., для позначення періоду історії Англії з кінця VI до IX ст., який характеризувався відсутністю політичної єдності країни.
Під гептархією також йдеться про те, що в Англії в V-IX ст. завжди було сім незалежних держав — Вессекс, Сассекс, Ессекс, Мерсія, Нортумбрія, Східна Англія, Кент, тоді як насправді їх було часто більш, а ще частіше — менш ніж сім.

## Історія
У результаті нашестя англів, саксів та ютів на територію нинішньої Англії на початку VI століття сформувалося сім порівняно великих держав:
- Вессекс (західне королівство саксів)
- Сассекс (південне королівство саксів)
- Ессекс (східне королівство саксів)
- Східна Англія
- Мерсія
- Нортумбрія (королівства англів)
- Кент (королівство ютів).

Інші дрібні держави:
- Думнонія
- Гастінгс
- Гвікке
- Острів Вайт
- Маґонсете
- Меонвара
- Суррей
- Ліндсі

Ці королівства запекло воювали між собою. В ході цієї боротьби найсильніші держави встановлювали свою гегемонію. У другій половині VII століття висунулася Нортумбрія, у VIII Мерсія. У 829 році майже всі англосаксонські області об'єднав король Вессексу Еґберт. Відтоді держава стала зватися Англією. Подальше об'єднання країни перервало нашестя данців які в другій половині IX століття підкорили майже всю Англію. Боротьбу з ними очолив Вессекс, і в X столітті цілісна держава Англія була відновлена.
Деяка частина кельтського населення Британії, що уникла винищування, злилася із завойовниками — германцями. Так кельтський елемент увійшов до етнічного складу англійців.

## Геральдичні символи

Королівство Східна Англія
Королівство Ессекс
Королівство Кент
Королівство Мерсія
Королівство Нортумбрія
Королівство Сассекс
Королівство Вессекс